# František Helikar
František Helikar (20. dubna 1929 – 6. července 1993) byl český silniční motocyklový závodník. Po skončení aktivní kariéry byl trenérem motokrosu.

## Závodní kariéra
V mistrovství Československa startoval v letech 1955-1967. V roce 1962 se stal mistrem republiky ve třídě do 250 cm3, na druhém místě skončil roku 1958 (do 500 cm3) a 1961 (do 250 cm3), na třetím místě skončil ve třídě do 350 cm3 v letech 1961 a 1963. V roce 1963 při závodě 300 zatáček Gustava Havla skončil ve třídě do 350 cm3 na třetím místě.

## Trenérská kariéra
Po skončení aktivní závodní kariéry dostal nabídku na místo trenéra motokrosu v Dukle Praha. Byl jako trenér u 2. místa Jaroslava Falty v mistrovství světa v motokrosu do 250 cm³ v roce 1974.

## Úspěchy
- Mistrovství Československa silničních motocyklů
  - 1955 do 250 cm3 – 6. místo
  - 1955 do 350 cm3 – 6. místo
  - 1957 do 350 cm3 – 10. místo
  - 1958 do 350 cm3 – 7. místo
  - 1958 do 500 cm3 – 2. místo
  - 1959 do 350 cm3 – 4. místo
  - 1960 do 250 cm3 – 6. místo
  - 1960 do 350 cm3 – 10. místo
  - 1961 do 250 cm3 – 2. místo
  - 1961 do 350 cm3 – 3. místo
  - 1962 do 250 cm3 – 1. místo
  - 1962 do 350 cm3 – 9. místo
  - 1963 do 250 cm3 – 7. místo
  - 1963 do 350 cm3 – 3. místo
  - 1964 do 250 cm3 – 10. místo
  - 1964 do 350 cm3 – 10. místo
  - 1965 do 250 cm3 – 8. místo
  - 1965 do 350 cm3
  - 1966 do 250 cm3 – 5. místo
  - 1966 do 350 cm3 – 7. místo
  - 1967 do 250 cm3 – 4. místo
  - 1967 do 350 cm3 – 9. místo

- 300 ZGH
  - 1963 3. místo do 350 cm3